# Adam (Góry Orlickie)
 Adam  (niem. Adamsberg, czes. Adam), 765 m n.p.m. – wzniesienie w Górach Orlickich w Sudetach Środkowych. Leży na europejskim dziale wodnym pomiędzy zlewiskami Morza Bałtyckiego i Morza Północnego.
Wzniesienie położone w Sudetach Środkowych, w południowo-wschodniej części Grzbietu Głównego Gór Orlickich zwanym Czeskim Grzebieniem, przechodzącego przez Orlicę w kierunku północno-zachodnim, rozdzielającym dorzecza Dzikiej Orlicy i Nysy Kłodzkiej. Wznosi się około 3,4 km na zachód od centrum Kamieńczyka
Kopulaste wzniesienie o płaskim wyraźnie zaznaczonym wierzchołku i dość stromo opadających zboczach. Zbocze północne jest krótkie i nieco łagodniejsze, które przez Pastvinská vrchovina oddziela wzniesienie od wzniesienia Kamyk położonego po polskiej stronie. Wzniesienie stanowi wyraźną kulminacją pomiędzy dolinami rzek: Vitanovskýego potoku na południu i Orlički na północy jest najwyższym wzniesieniem w najniższej południowo-wschodniej części Gór Orlickich. Wyrasta z najdłuższego Grzbietu Głównego, ciągnącego się od północnego zachodu przez Orlicę, Wielką Desztnę w kierunku południowo-wschodnim. Południowe zbocze wraz ze szczytem porasta las świerkowy z domieszką liściastego drzewostanu, natomiast wschodnie i północne zbocze zajmują użytki rolne i łąki. Wzniesienie zbudowane jest z łupków łyszczykowych z wkładkami wapieni krystalicznych należących do metamorfiku bystrzycko-orlickiego. Południowo-zachodnim zboczem poniżej szczytu, w kierunku od południowego wschodu na północny zachód, rozciąga się system ciężkich fortyfikacji i obiektów fortu artyleryjskiej Grupy warownej Adam. Zbudowanego przed II wojną światową, w celu obrony ówczesnej rubieży przed Niemcami. Twierdza jest ciągle używana przez Armię Republiki Czeskiej. W zamkniętej przestrzeni w późniejszym okresie wzniesiono dodatkowe obiekty wojskowe, oraz maszt 22 kV na wschodnim stoku wzniesienia. Południowym zboczem około 50 metrów poniżej szczytu trawersuje leśna asfaltowa droga prowadząca z Pastvin, którą wykonano w celu budowy artyleryjskiej Grupy warownej Adam w drugiej połowie lat trzydziestych XX wieku. W późniejszym okresie drogę przedłużono do drogi II/311. Na północ od szczytu położona jest czeska miejscowość České Petrovice, a u południowo-wschodniego podnóża rozciąga się miejscowość Petrovičky. Położenie góry na południowo-wschodnim skraju Gór Orlickich, oraz rozległy kopulasty kształt czynią górę rozpoznawalną w terenie.

## Turystyka
- Przez wzniesienie nie prowadzi szlak turystyczny, górna część wzniesienia jest niedostępna dla ruchu publicznego, stanowi obiekt wojskowy.
- Na północnym zboczu powyżej miejscowości České Petrovíce wykonany jest stok narciarski z wyciągiem narciarskim w pobliżu którego stoi kaplica Adama.
- Szczyt wzniesienia położony jest około 1850 metrów na zachód od byłego turystycznego przejścia granicznego na polsko-czeskiej granicy.
- Wschodnie i północne zbocze stanowi punkt widokowy z panoramą na Góry Orlickie, Masyw Śnieżnika i Góry Bystrzyckie.

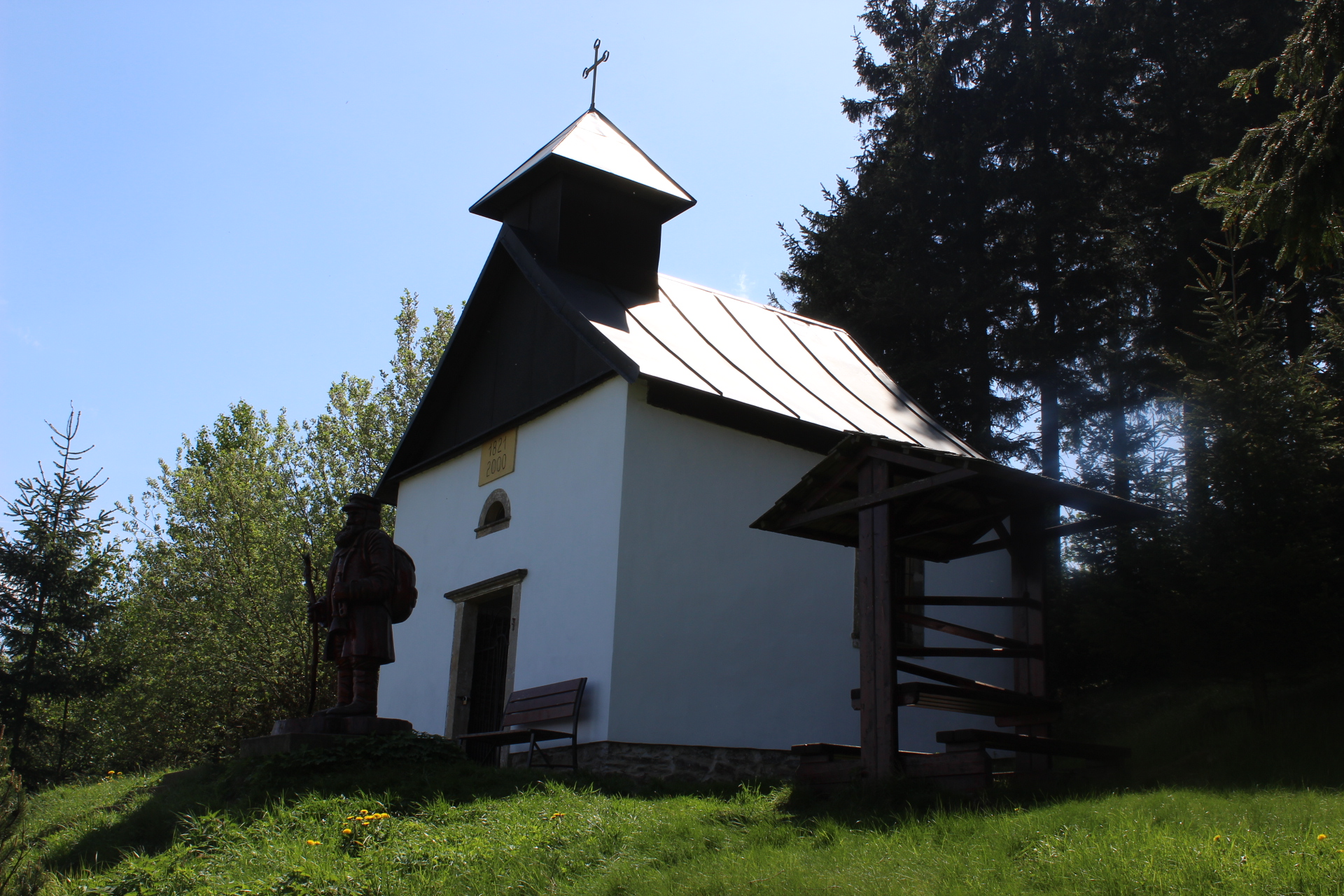
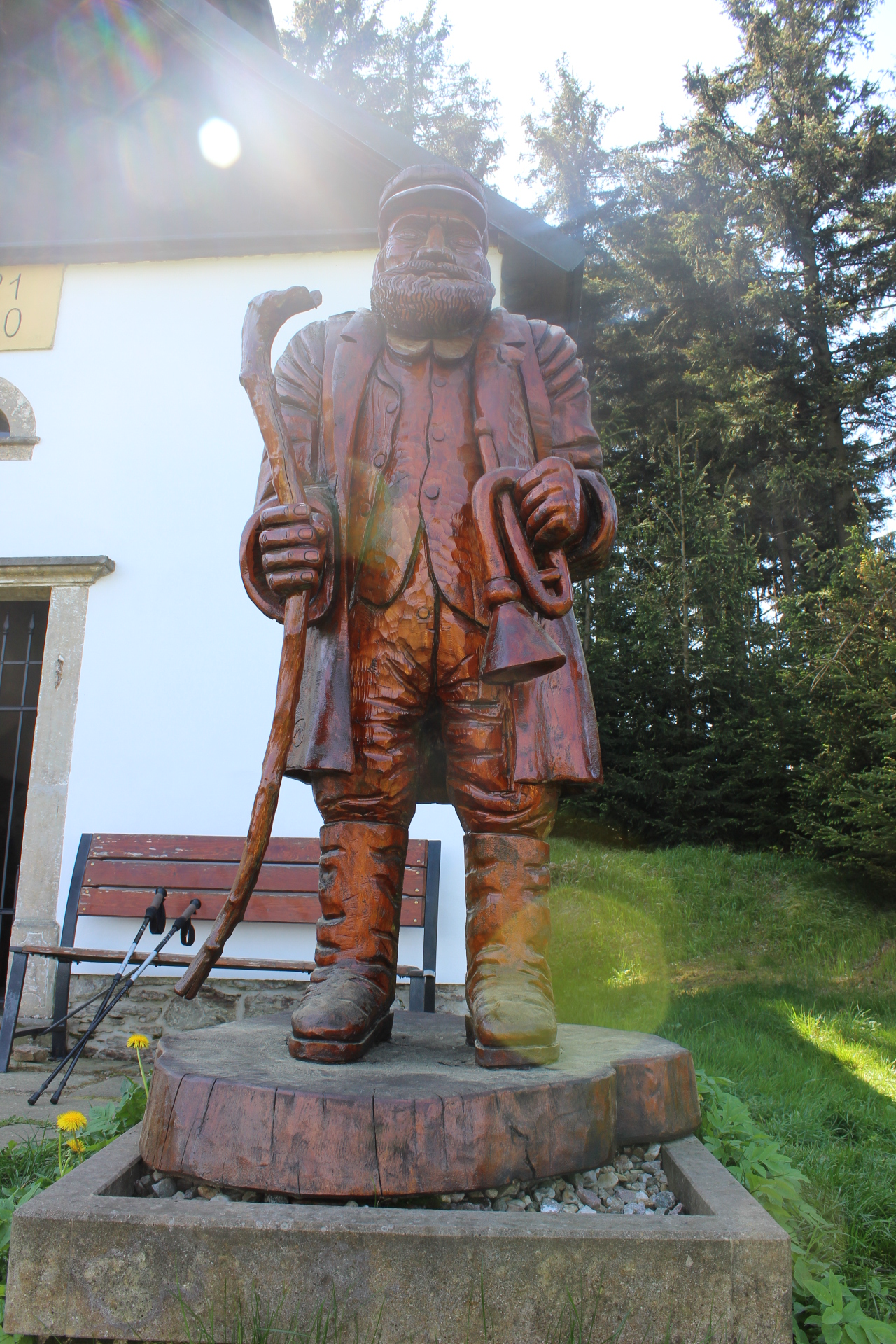
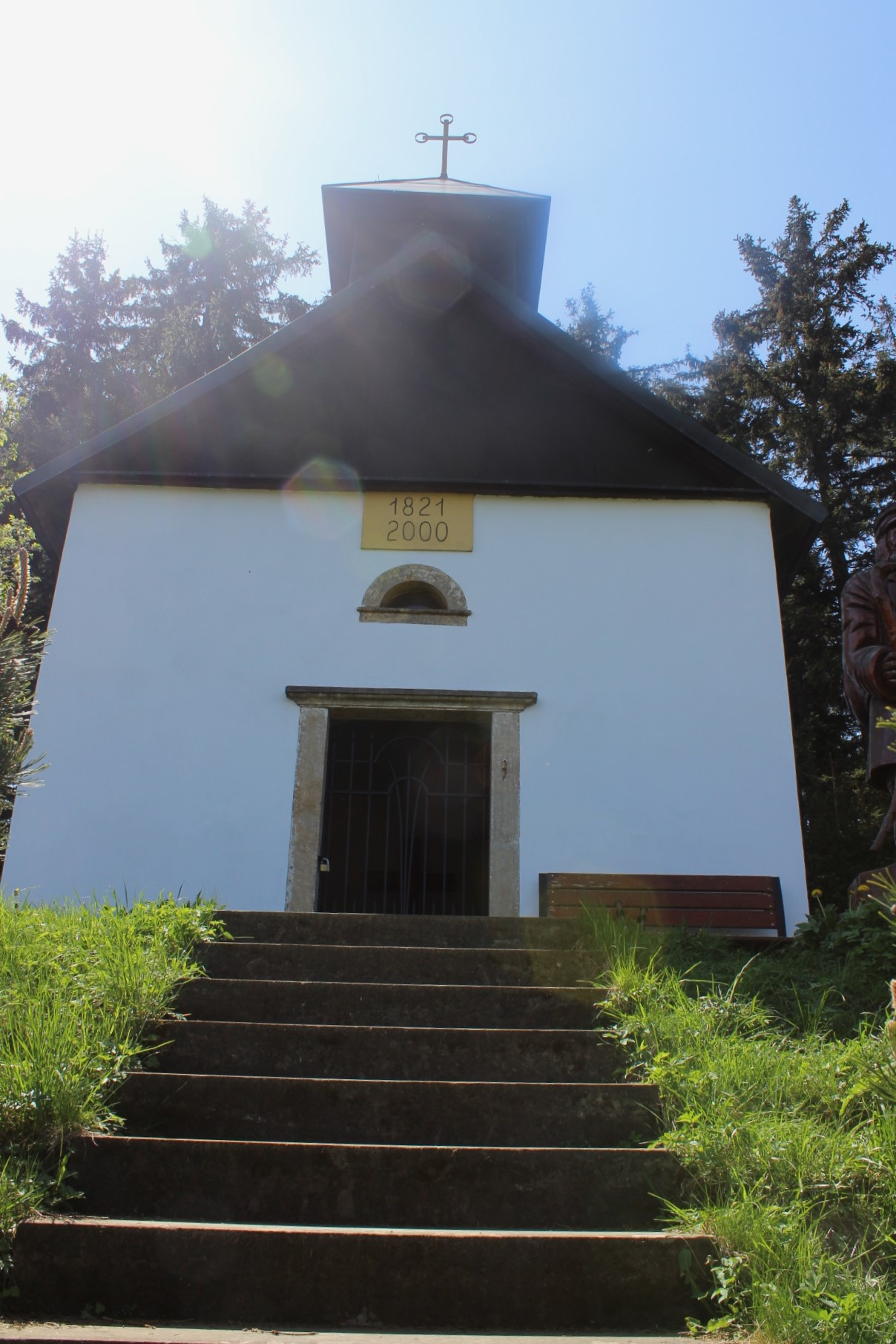
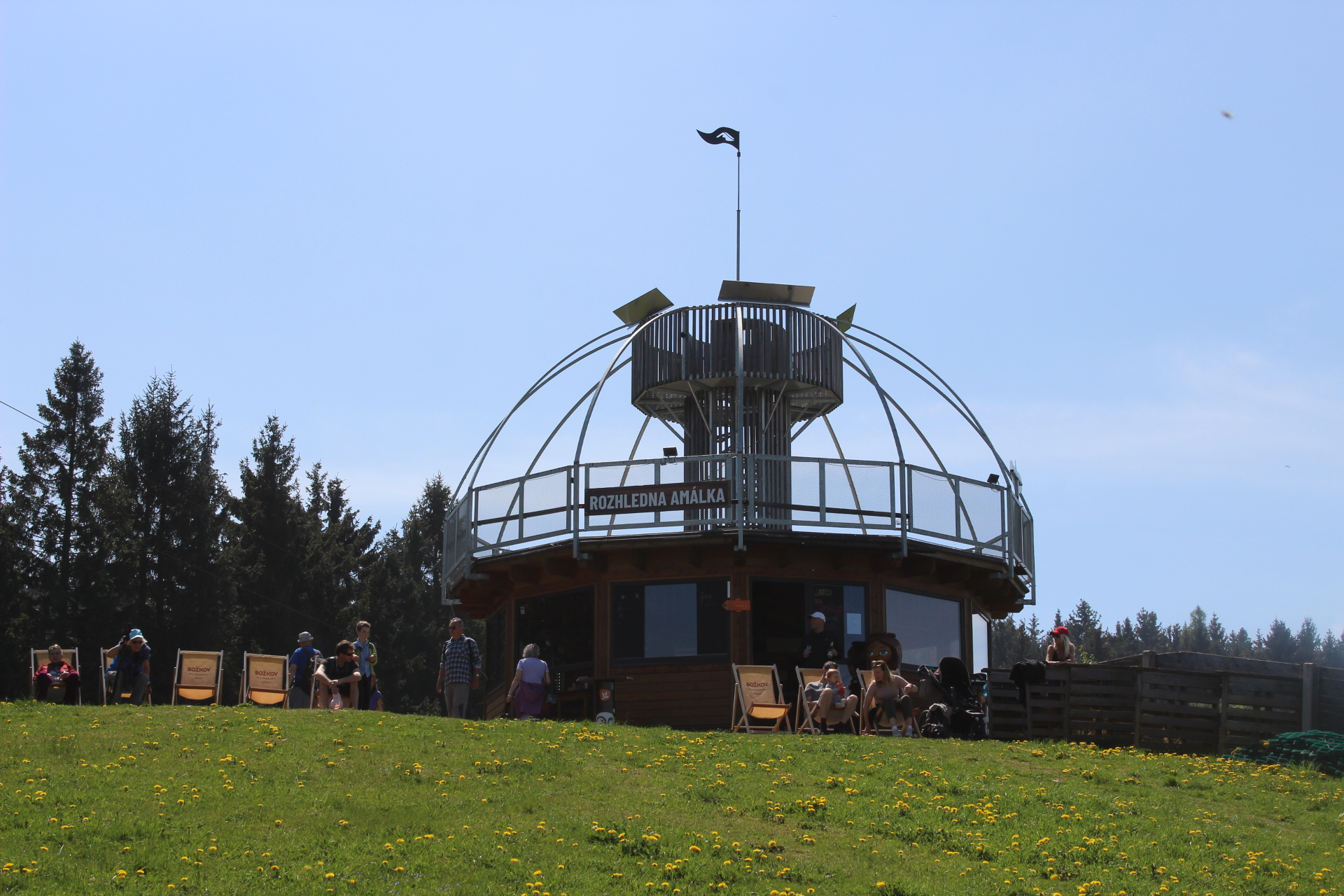
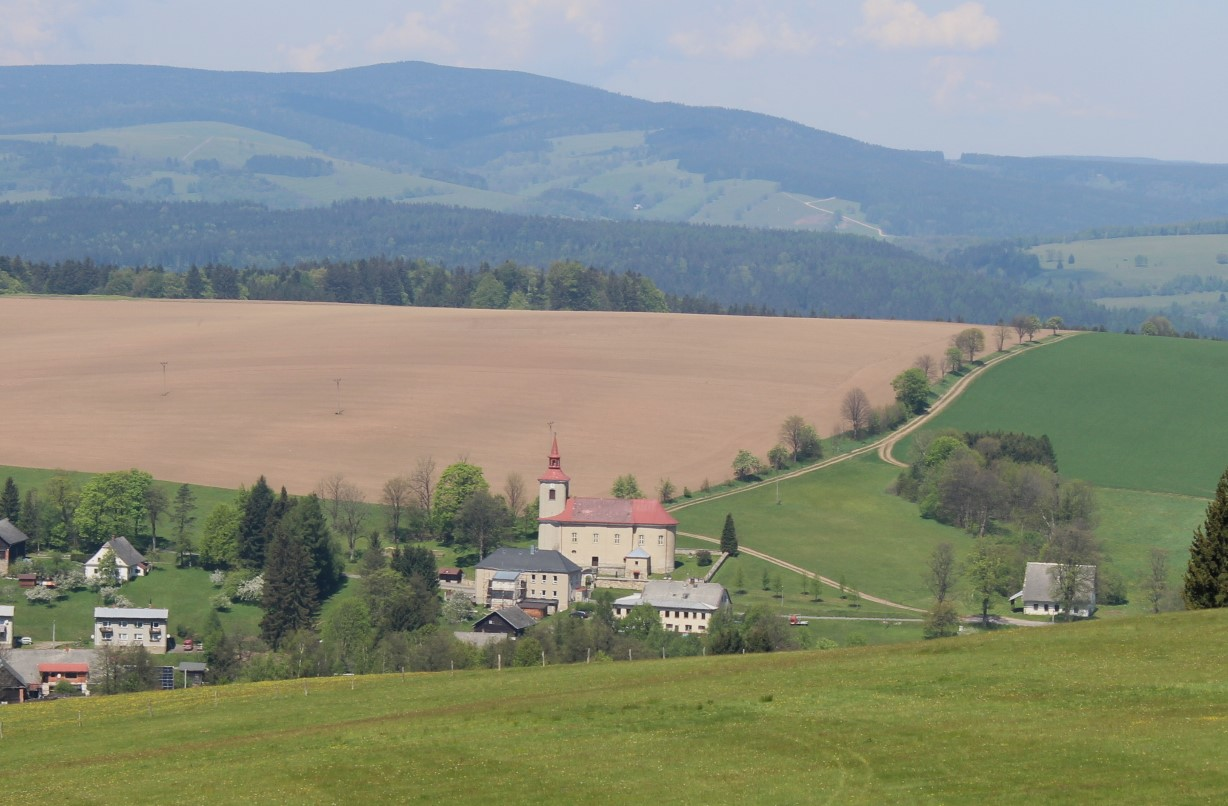
Widok na kościół
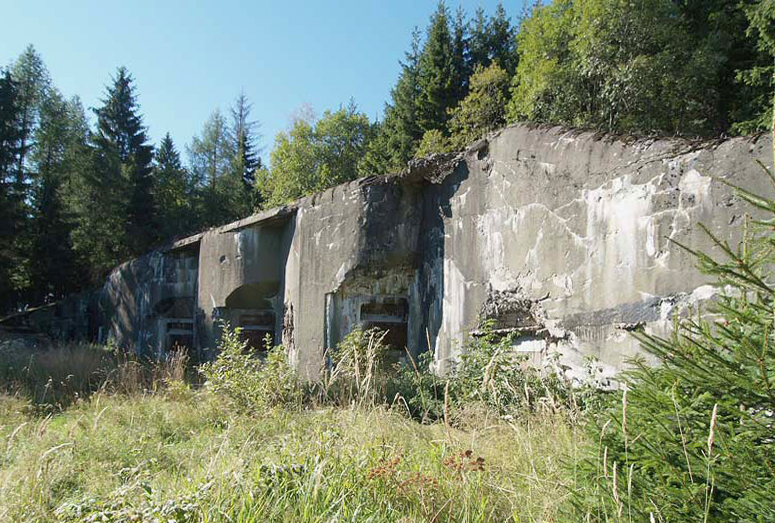
Bunkier Grupy "Adam"